# گری مولر
 گری مولر (انگلیسی: Gary Muller؛ زاده ۲۷ دسامبر ۱۹۶۴) یک تنیس‌باز اهل آفریقای جنوبی است.